# Ernest Chambers
Ernest Henry Chambers, född 7 april 1907 i Hackney, död 29 januari 1985 i Worthing, var en brittisk tävlingscyklist.
Chambers blev olympisk silvermedaljör i tandem vid sommarspelen 1928 i Amsterdam.